# 1925年の航空
< 1925年
1924年の航空 - 1925年の航空 - 1926年の航空

## 航空に関する出来事
- 1925年 - クライド・セスナ、ウオルター・ビーチ、ロイド・ステアマンらがトラベルエア社を設立。
- 1925年 - ドイツで、飛行中の旅客機の中で初めて（無声）映画が上演される。
- 1月1日 - フランスの航空会社、CFRNA（Compagnie franco-roumaine de navigation aérienne）がCIDNA（Compagnie internationale de navigation aérienne）に改組された。
- 2月12日～4月3日 - ベルギーのパイロット、エドモン・ティエフリーがベルギーから、アルジェリアを経由してベルギー領コンゴのレオポルドヴィルまでの8,200kmの飛行を行った。
- 2月28日 - 韓国の女性パイロット、クォン・キオクが中華民国の雲南陸軍航空学校を卒業し、空軍パイロットとなった。

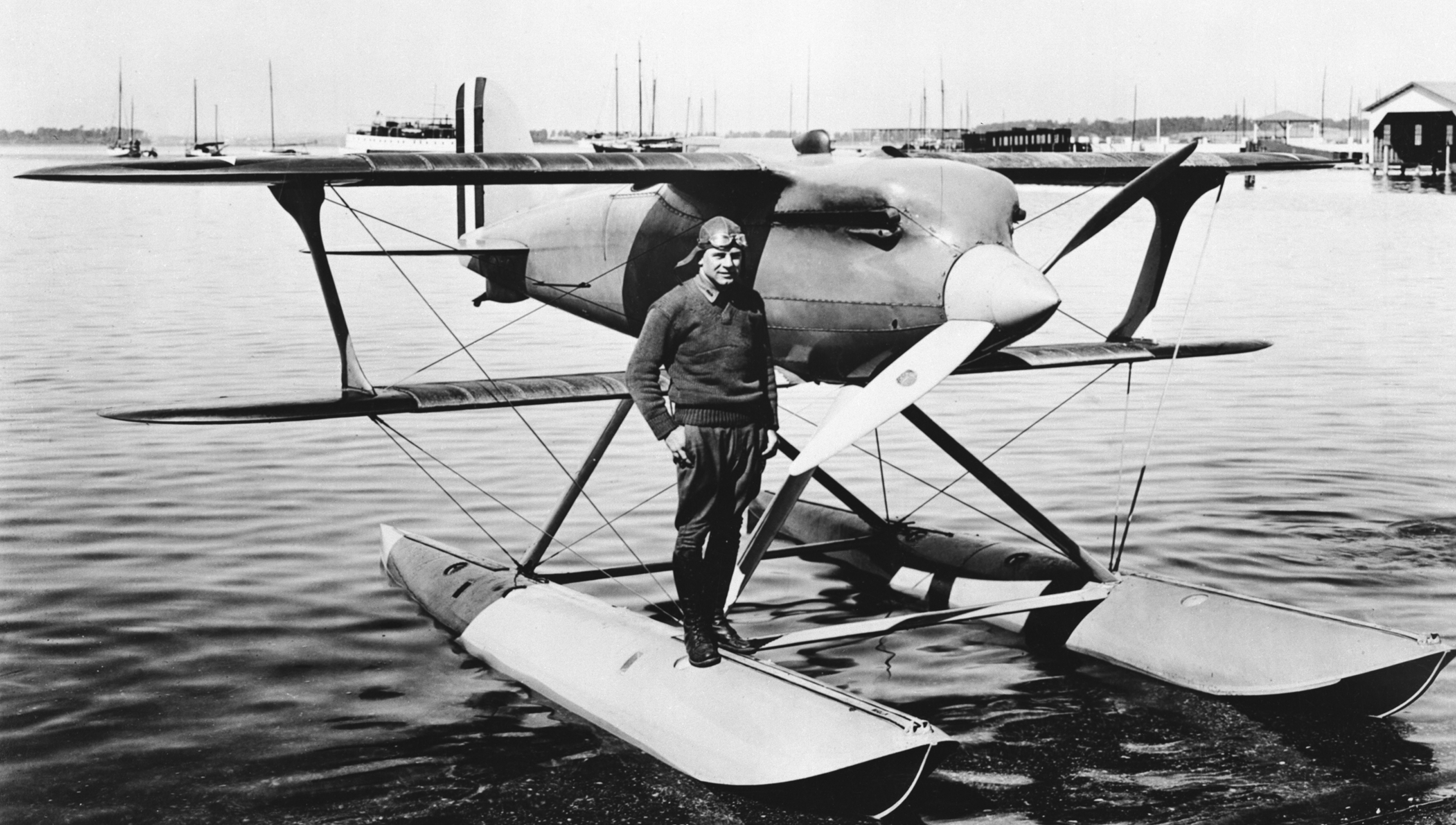
Curtiss R3C-2

- 5月1日 - 日本陸軍の航空兵科が独立し、同時に陸軍航空部は陸軍航空本部へと格上げされた。初代の航空本部長は安満欽一。
- 6月9日 - ゴードン・ベネット・トロフィーに参加したウォード・ヴァン・オーマンらの気球が大西洋上に流され、貨物船 に夜間緊急着艦した。
- 6月20日 - アメリカの沿岸警備隊が密輸の追跡のために初めて航空機、ヴォート UO-1を使用した[1]。
- 7月13日 - カリフォルニアに郵便飛行のための会社ウェスタン・エア・エクスプレスが設立された。
- 7月25日〜10月27日 - 朝日新聞社の「初風」号・「東風」号が、東京→モスクワを経て、ローマへ訪欧飛行（行程1,7403km、パイロットは安辺浩、河内一彦、機関士は篠原春一郎、片桐庄平、機体はブレゲー 19機）。
- 8月5日 - ボリビアのLAB航空（Lloyd Aéreo Boliviano）のユンカース F.13がコチャバンバとスクレの間を1時間30分で初飛行を行った。
- 8月31日 - アメリカ海軍のジョン・ロジャースらが、飛行艇PN9で、カリフォルニア州からハワイまでの無着陸横断を試みるが燃料不足に陥って失敗した。
- 9月3日 - アメリカスの飛行船、シェナンドーがオハイオ州上空において暴風雨に遭遇し、13名の士官と兵が犠牲となった。
- 9月3日 - スペイン海軍の飛行船母艦兼水上機母艦、デダロが第3次リーフ戦争で水上機を発進させ、爆撃作戦を行った。
- 9月26日 - イタリアのフランチェスコ・デ・ピネードが水上機SIAI S.16ter、Gennariello号で、4月20日にイタリアを出発し、オーストラリアへの飛行の後、東京に到着した。
- 10月26日 - 第5回シュナイダー・トロフィー・レースが行われる。優勝は米国のカーチス R3C-2で、パイロットはジミー・ドーリットル。
- 12月 - イギリスの飛行船、R33からデ・ハビランド ハミングバードの発進と再回収に成功した。

## 1925年に初飛行した機体の画像

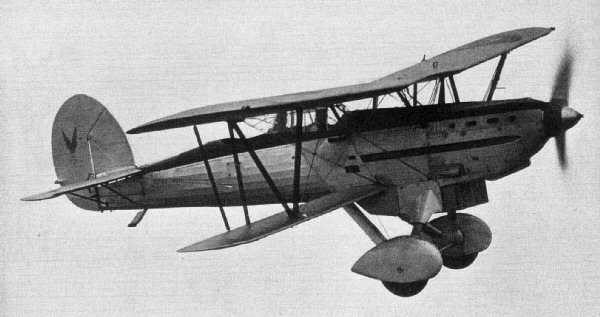
フェアリー フォックス （1月3日）
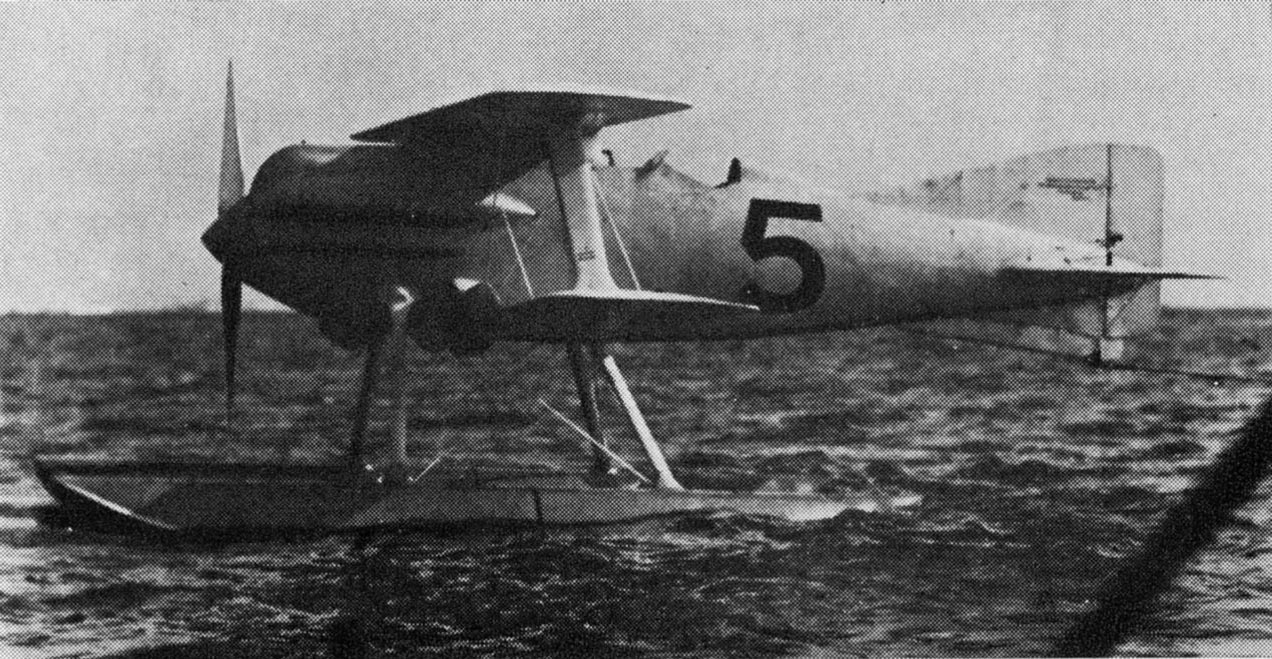
グロスター III （8月29日）
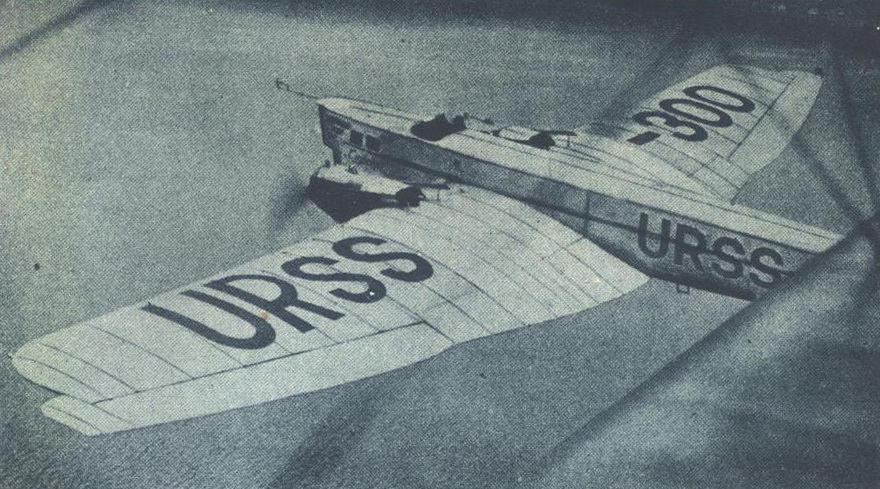
ツポレフ TB-1 （11月26日）

## 航空に関する賞の受賞者
- FAI・ゴールド・エア・メダル：フランチェスコ・デ・ピネード